# Concierto para clarinete n.º 1 (Weber)

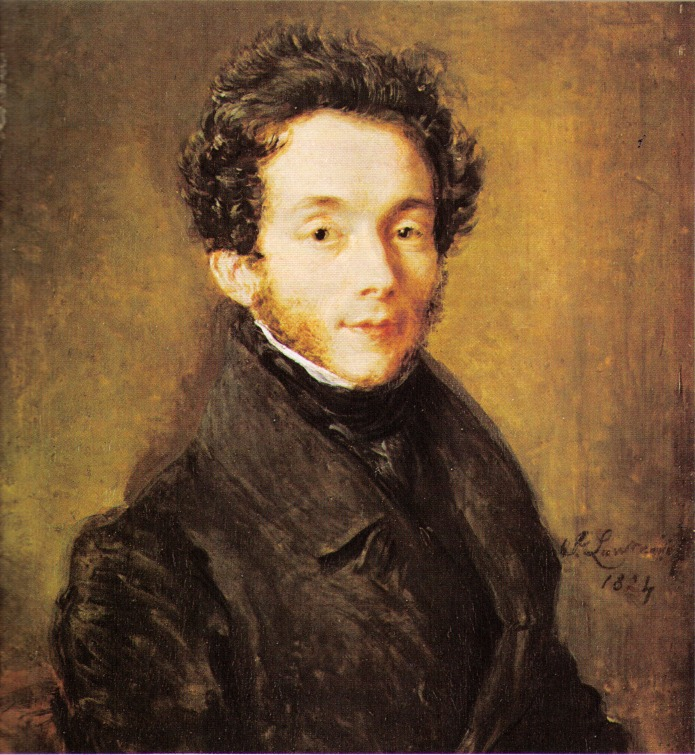
Weber en 1814.

El Concierto para clarinete n.º 1 en fa menor, Op. 73 J. 114 fue compuesto por Carl Maria von Weber en 1811. La obra está dedicada al clarinetista Heinrich Bärmann.

## Historia

### Composición
La composición de este opues se desarrolló en 1811, después de su Concertino para clarinete y orquesta en mi bemol mayor, Op. 26 y antes de su Concierto para clarinete n.º 2 en mi bemol mayor, Op. 74. Las tres obras fueron escritas para Bärmann y están dedicadas a él. Las tres muestran una comprensión completa de las capacidades del instrumento. A principios de 1811 Carl Maria von Weber entabló amistad con el clarinetista Heinrich Bärmann, quien estrenó su Concertino para clarinete. El rey Maximiliano I de Baviera encargó al compositor dos obras para que fuese interpretadas por Bärmann. Por lo tanto, el maestro alemán estuvo trabajando al mismo tiempo en los Conciertos para clarinete n.º 1 y n.º 2. El primer concierto lleva la referencia J. 114 en el catálogo de sus obras compilado por Friedrich Wilhelm Jähns.
Una copia manuscrita de la partitura se conserva en la Biblioteca Estatal y Universitaria de Sajonia de Dresde bajo la denominación Mus.4689-M-1 y se puede consultar en línea.

### Publicación
La primera edición de la pieza fue llevada a cabo en 1823 por la editorial Breitkopf & Härtel en Leipzig.

## Instrumentación

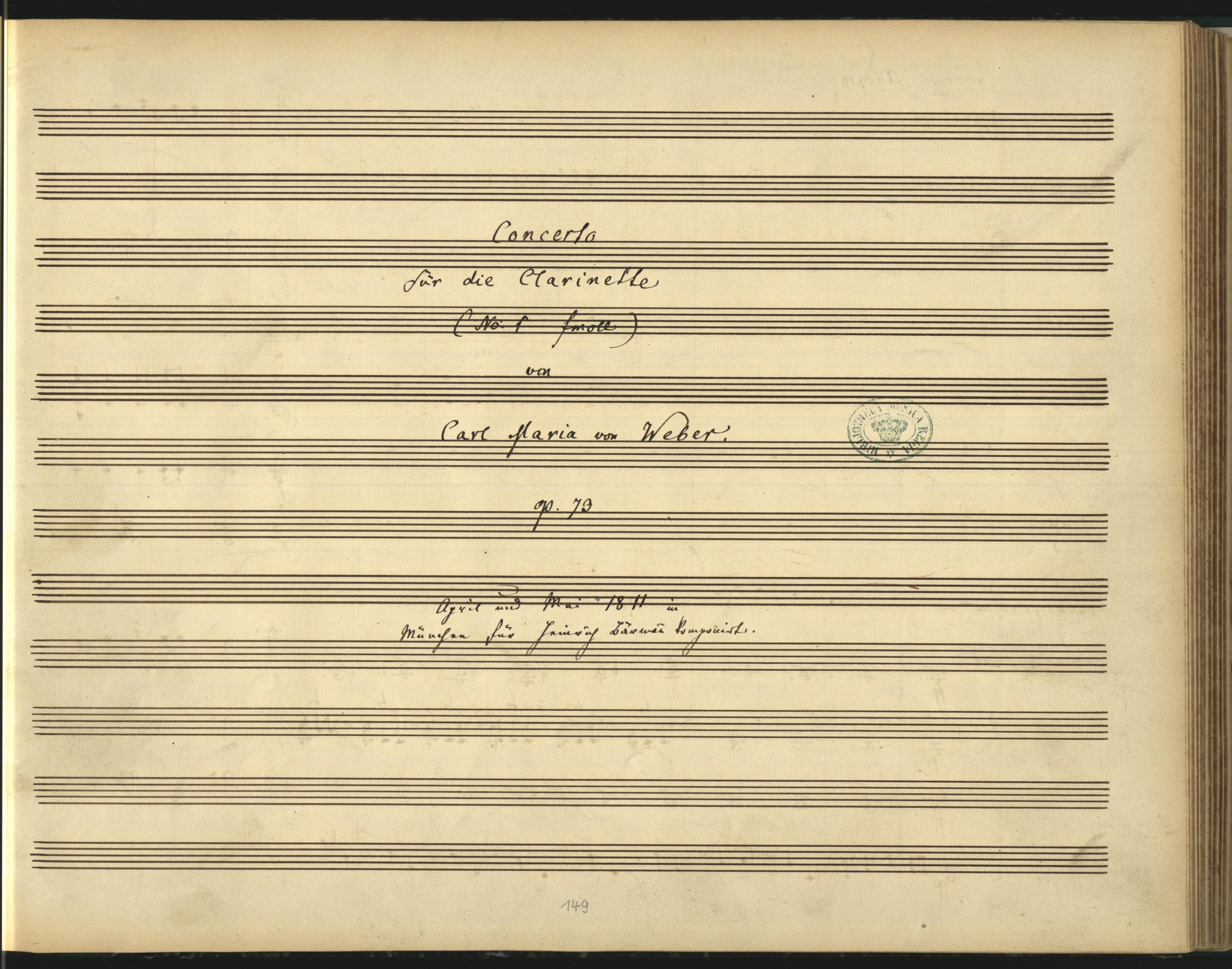
Portada de una copia manuscrita de la partitura.

La partitura está escrita para un clarinete en si bemol solista y una orquesta formada por:
- Viento madera: 2 flautas, 2 oboes, 2 fagotes.
- Viento metal: 3 trompas en fa y mi bemol, 3 trompetas en fa.
- Percusión: 2 timbales.
- Cuerda: una sección de cuerdas con violines I y II, violas, violonchelos y contrabajos.

## Estructura y análisis
El concierto consta de tres movimientos:
- I. Allegro, en fa menor 3
4
- II. Adagio ma non troppo, en do mayor 4
4
- III. Rondo. Allegretto, en fa mayor 2
4

La interpretación de esta obra dura aproximadamente entre 15 y 20 minutos. Se trata de una pieza breve, triunfal, seria y dramáticamente, casi operísticamente, expresiva. Este concierto difiere de manera evidente del anterior Concertino, que era ligeramente lúdico y líricamente expresivo. Weber es claramente un maestro de la orquesta romántica, y su escritura para los solistas es sumamente hábil en todo momento.

### I.Allegro
El primer movimiento, Allegro, está escrito en la tonalidad de fa menor, que en la sección central modula a la bemol mayor, y el compás es 3/4. Estructuralmente sigue una forma sonata, con repetidas modificaciones del modelo clásico. La exposición se inicia con una contundente introducción orquestal. El primer tema se escucha en pianissimo en los violonchelos y contrabajos. Tras un acorde fortissimo tocado por el tutti, los motivos del tema son interpretados por toda la orquesta, con Weber haciendo un uso particular del ritmo con puntillo de la cabeza del tema. Se repite en pianissimo todo el primer tema y llegan dos pausas generales, el clarinete solista comienza con un nuevo tema, que, al igual que el primer tema, está en la tónica. Tras un breve interludio de toda la orquesta, entra el clarinete con el tema secundario en si bemol mayor. La exposición concluye con una ejecución de tresillos en el clarinete, sobre la cual Baermann escribió una variación, que se toca en la mayoría de las interpretaciones inmediatamente después de la ejecución de tresillos como la llamada cadenza de Baermann.
El desarrollo comienza con un interludio orquestal, en el que se emplean principalmente motivos del primer tema. Termina con tríadas rotas descendentes en los violonchelos, antes de que el clarinete entre en pianissimo con una melodía en el registro de chalumeau. Después de un cromatismo viene el tema mayor, que a su vez termina en un tresillo. Esto hace la transición a una ejecución de semicorcheas para el clarinete solista, sobre la cual el viento de madera toca alternativamente la cabeza del tema inicial.
La transición a la recapitulación no se puede definir con precisión, ya que el desarrollo fluye suavemente hacia la recapitulación. Primero suena un tema de transición de la exposición, antes de que reaparezca el tema de apertura del clarinete, que, sin embargo, conduce directamente a un sonoro tutti orquestal con el tema de apertura de la orquesta. A esto le siguen ejecuciones virtuosísticas del clarinete solista, que terminan con una cadena de trinos, después de lo cual toda la orquesta escucha el tema de apertura por última vez antes de que el movimiento se desvanezca en pianissimo con solo las cuerdas, el clarinete solista y un redoble de tambor. 

### II.Adagio ma non troppo
El segundo movimiento, Adagio ma non troppo, está en do mayor, que luego pasa a do menor y mi bemol mayor para terminar en do mayor, y en compás de 4/4. La estructura presenta una forma ternaria de canción. El movimiento lento es intensamente expresivo. Se abre con un tema tranquilo y lírico asignado al clarinete solista, acompañado por las cuerdas, repetido tres veces. El tema se va variando con cada repetición y el acompañamiento se vuelve más complejo. Así se suman los fagotes en la primera repetición y los oboes en la segunda. A éste le sigue el segundo tema, mucho más dramático, que está en do menor. Lo tocan las cuerdas y los instrumentos de viento de madera, a los que el clarinete solista toca tríadas quebradas. A esto le sigue una sección en la que solo el clarinete solista, acompañado de tres trompas, toca un tema coral. Hay una sección similar en el Adagio de su Concierto para fagot, en la que únicamente toca el fagot solista acompañado de dos trompas. Lo que llama la atención en el concierto para clarinete es que la tercera trompa solo se usa en el segundo movimiento. La sección termina con una nota larga y sostenida en el clarinete solista, y sigue de nuevo el primer tema, acompañado por las cuerdas. Esto a su vez conduce al tema coral de clarinete y trompetas con el que termina el movimiento. 
El comienzo de este Adagio es típico de un aria de ópera del Romanticismo temprano, pero aún se parece al segundo movimiento del Concierto para clarinete de Mozart en el estado de ánimo y la forma melódica. Después de todo, Weber era primo de Mozart por el matrimonio de éste. En la sección central se pone en práctica un uso inusual y raro pero efectivo de un trío de trompetas sin ninguna otra elaboración orquestal. El clarinete responde e interactúa con este trío de trompetas como lo haría un cantante de ópera en una situación similar.

### III.Rondo. Allegretto
El tercer y último movimiento, Rondo. Allegretto, está en fa mayor y en compás de 2/4. Formalmente es un rondó, como muestra la designación del Finale. Arranca con el tema de rondó rápido en el solo de clarinete, que resulta entretenido por su ritmo inusual, acompañado por las cuerdas. Sigue el primer pareado, que se caracteriza por una alternancia entre tuttis orquestales y pasajes solistas. El tema del rondó aparece primero en la dominante antes de reaparecer en su forma original en la tónica. El segundo pareado comienza con un interludio orquestal relativamente largo, antes de que el clarinete entre con una ejecución solista similar a una cadencia que termina en un acorde de tutti. A esto le sigue un tema en el clarinete solista en re menor paralelo, seguido de un tema en los instrumentos de viento de madera, que conduce nuevamente al tema del rondó en el clarinete solista. Después del tema del rondó viene otro pareado, de nuevo en la tonalidad inicial de fa mayor. El tema del rondó que sigue tiene un carácter mucho más avanzado debido a las repeticiones de tono en las trompetas y los timbales, que también se ve reforzado por la cadena de trinos del clarinete solista al final del tema. El interludio subsiguiente de la orquesta retoma el tema del rondó e introduce las virtuosas carreras de semicorcheas del clarinete solista en la stretta. El concierto termina de manera enérgica con un acorde fortissimo mantenido de toda la orquesta.
El Finale contrasta con los movimientos anteriores por el carácter ligero. Es un rondó típico que suele terminar un concierto de tres movimientos, como en otras obras similares que incluyen los Finales del Concierto para clarinete n.° 2 de Weber, del Concierto para clarinete de Mozart, del Concierto para clarinete n.° 3 de Carl Stamitz, del Concierto para clarinete en mi bemol mayor y del Concierto para dos clarinetes de Franz Krommer, así como de los Conciertos para clarinete n.º 1, 2 y 4 de Louis Spohr.

## Recepción de la obra
Más allá de la forma clásica del concierto, "el contenido dramático supera y hace explotar las "reglas" hasta tal punto que, de repente, Weber se convierte en el eslabón faltante entre obras como el Concierto Jeunehomme y la Sinfonía fantástica." Norman Heim considera que “los tres movimientos presentan modelos de la mejor escritura de Weber para la clarinete”.

## Discografía selecta
- 1961 – Heinrich Geuser, Orquesta Sinfónica de Radio Berlín, Ferenc Fricsay (DG).
- 1968 – Karl Leister, Orquesta Filarmónica de Berlín, Rafael Kubelik (DG).
- 1969 – Benny Goodman, Orquesta Sinfónica de Chicago, Jean Martinon (RCA). Con Concierto n.º 2.
- 1982 – Janet Hilton, Orquesta Sinfónica de Birmingham, Neeme Järvi (Chandos). Obra completa con clarinete.
- 1983 – Eduard Brunner, Orquesta Sinfónica de Bamberg, Oleg Caetani (Orfeo C 067831 A) Con Concierto n.º 2 y Concertino.
- 1985 – Sabine Meyer, Staatskapelle Dresden, Herbert Blomstedt (EMI Classics 2292-45792-2) Con Concierto n.º 2, Concertino y Quinteto con clarinete.
- 1989 – Walter Boeykens, Filarmónica de Róterdam, James Conlon (Teldec; Erato; Apex; Warner) Con Concierto n.º 2, Concertino y Grand duo concertant.
- 1991 – Paul Meyer, Royal Philharmonic Orchestra, Günther Herbig (Denon). Con Concierto n.º 2.
- 2005 – Martin Frost, Tapiola Sinfonietta, Jean-Jacques Kantorow (BIS). Con Concierto n.º 2, Concertino y Quinteto.
- 2009 – Karl-Heinz Steffens, Orquesta Sinfónica de Bamberg, Rodoslaw Szulc (SACD Tudor 7159). Con Concierto n.º 2  y Concertino.
- 2011 – Esther Georgie, Orquesta Gulbenkian, Lawrence Foster (Gulbenkian; Tremazul). Con Concierto para fagot de Strauss, Andante e rondo para viola y Concierto para oboe.
- 2011 – Maximiliano Martín, Orquesta de Cámara Escocesa, Alexander Janiczek (SACD Linn CKD 409). Con Concertino, Concierto para fagot y Concertino.